# 佛光山普門寺
普門寺（佛光山普門寺），位於臺灣臺北市松山區民權東路一棟大樓上，為佛光山寺派下別院。普門寺之命名，由佛光山釋星雲法師早年來臺弘法所遇種種艱難困境，故曾發願要興建一座普施方便大門的道場，故名。

## 沿革
- 1967年，釋星雲法師於高雄大樹建立佛光山，為方便接引北區信徒，1974年（民國63年）先於台北羅斯福路設立「普門精舍」。
- 1978年，在松江路成立「佛光山台北別院」，由慈莊法師擔任第一任住持。
- 1980年，尋得現址興建，並正式定名「普門寺」。
- 1983年，落成啟用。

現任住持：滿方法師

## 外部連結
- 佛光山普門寺 首頁 （页面存档备份，存于）
- 佛光山普門寺 Facebook粉絲專頁 （页面存档备份，存于）

1. ↑  . pmt.fgs.org.tw.   [2024-06-27]. （原始内容存档于2020-02-02）.